# Harry Churcher
Harry Churcher (* 21. November 1910 im Metropolitan Borough of Wandsworth; † 24. Juni 1972 in London) war ein britischer Geher.
Bei den Olympischen Spielen 1948 in London wurde er Fünfter im 10.000-Meter-Gehen in 46:28,0 min.
Seine persönliche Bestzeit über diese Distanz von 45:29,8 min stellte er 1950 auf.